# Elsfleth
Elsfleth est une ville allemande située en Basse-Saxe dans l'arrondissement de Wesermarsch. La ville se situe le long de la Weser au niveau de son confluent avec la rivière Hunte. La ville de Oldenbourg est au sud-ouest de Elsfleth et le grand port de Brême se situe à quelques kilomètres au sud. Au XIXe siècle la ville était le siège de nombreuses compagnies maritimes et de plusieurs chantiers navals. La disparition de la marine à voile porte un coup fatal à cette activité.

## Histoire
Elsfleth a été mentionnée pour la première fois dans un document officiel vers 1220.

## Jumelage
- Ærø (Danemark) depuis 2006

## Personnalités
- Ludwig Ferdinand Rømer (1714-1776), marchand danois, y est né.